# Manuel Castells
Manuel Castells Oliván (Hellín, 9 febbraio 1942) è un sociologo e politico spagnolo naturalizzato statunitense.

## Biografia
Dopo gli studi a Barcellona e alla Sorbona di Parigi, ha iniziato la carriera accademica. Dal 1979 al 2003 è stato professore di sociologia presso l'Università della California a Berkeley. Oggi è Professore in Comunicazione all'Annenberg Center for Communication, presso l'University of Southern California (USC).
Ha scritto circa venti libri, tradotti in più lingue. La sua opera più nota è la trilogia intitolata L'età dell'informazione: 
- La nascita della società in rete;
- Il potere delle identità;
- Volgere di millennio.

In italiano, oltre alla trilogia, sono stati pubblicati "Galassia Internet" nel 2002 e "La città delle reti" nel 2004.
Nel 2013 gli è stato attribuito il Premio Balzan per la sociologia.
Il 13 gennaio 2020 viene nominato Ministro dell'Università nel governo spagnolo guidato da Pedro Sánchez, per poi essere sostituito da Joan Subirats a partire dal 20 dicembre 2021.

## Opere
- The Internet Galaxy, Reflections on the Internet, Business and Society. Oxford, Oxford UP, 2001; trad.it. Galassia Internet. Milano, Feltrinelli serie Bianca, 2002. ISBN 88-07-17072-8. Universale economica, 2006. ISBN 88-07-81891-4. Universale Economica, 2013. ISBN 978-88-07-88232-6.
- The Rise of the Network Society, The Information Age: Economy, Society and Culture, Vol. I. Cambridge, MA; Oxford, UK. Blackwell. 1996.
- The Power of Identity, The Information Age: Economy, Society and Culture, Vol. II. Cambridge, MA; Oxford, UK. Blackwell, 1997.
- End of Millennium, The Information Age: Economy, Society and Culture, Vol. III. Cambridge, MA; Oxford, UK. Blackwell, 1998.
- Manuel Castells e Pekka Himanen. The Information Society and the Welfare State: The Finnish Model. Oxford UP, Oxford, 2002; trad.it. Società dell'informazione e Welfare State. La lezione della competitività finlandese, Milano, Guerini e associati, 2006. ISBN 978-88-8335-802-9.
- Mobile communication e trasformazione sociale, Milano, Guerini e associati, 2008. ISBN 978-88-8335-959-0.
- Communication power. Oxford/New York, Oxford UP, 2009; trad.it. Comunicazione e Potere, Milano, Bocconi Università Edizioni, 2009. ISBN 978-88-8350-147-0. UBE Paperback 2014 ISBN 978-88-8350-091-6. Nuova ed. 2017 ISBN 978-88-8350-267-5.
- Networks of Outrage and Hope. Social Movements in the Internet Age. Cambridge, MA. Polity Press, 2012; trad.it. Reti di Indignazione e speranza. Movimenti sociali nell'era di Internet, Milano, Bocconi Università Edizioni, 2012. ISBN 978-88-8350-196-8. Nuova ed. 2015 ISBN 978-88-8350-236-1

### Altre pubblicazioni
- La question urbaine, François Maspero, Parigi, 1972.

ed. italiana: La questione urbana, Marsilio Editori, 1974.
ed. inglese: The Urban Question. A Marxist Approach, Londra, Edward Arnold, 1977
- City, Class and Power. Londra, New York, MacMillan, St. Martins Press, 1978.
- The Economic Crisis and American Society. Princeton, NJ, Princeton UP, 1980.
- The City and the Grassroots: A Cross-cultural Theory of Urban Social Movements. Berkeley, University of California Press, 1983.
- The Informational City: Information Technology, Economic Restructuring, and the Urban Regional Process. Oxford, UK; Cambridge, MA,  Blackwell, 1989.
- The Network Society: A Cross-Cultural Perspective. Cheltenham, UK; Northampton, MA, Edward Edgar, 2004. (editore e coautore)
- The Network Society: From Knowledge to Policy. Center for Transatlantic Relations, 2006. (coeditore)
- Mobile Communication and Society: A Global Perspective. MIT Press, 2006. (coautore)
- Susser, Ida. The Castells Reader on Cities and Social Theory. Oxford, Blackwell, 2002.
- Castells, Manuel; Ince, Martin. Conversations with Manuel Castells. Oxford, Polity Press, 2003.
- Stalder, Felix. Manuel Castells and the Theory of the Network Society. Oxford, Polity Press, 2006.